# Msg for banking

Logo msg for banking

Die msg for banking ist ein Software- und Beratungsunternehmen im Geschäftsfeld Banken und Finanzdienstleistungen mit Hauptsitz in Frankfurt am Main. Das Unternehmen entstand im Juli 2021 aus dem Zusammenschluss der msgGillardon AG und der BSM BankingSysteme und Managementberatung GmbH. Am 6. März 2023 wurde die msg GillardonBSM AG in msg for banking ag umbenannt. Die msg for banking ag ist ein selbstständiges Tochterunternehmen der unabhängigen, international agierenden Unternehmensgruppe msg und beschäftigt etwa 600 Mitarbeiter (Stand 2023) an neun Standorten in Deutschland und einem in Rumänien. Der Umsatz im Geschäftsjahr 2021 betrug 100 Mio. Euro.

## Geschichte
Hervorgegangen ist das Unternehmen aus dem 1920 von Wilhelm Gillardon (1879–1971) im badischen Bretten gegründeten „Gillardon-Fachverlag für Zinstabellen am Bankarbeitsplatz“. Dieses Geschäftsfeld wurde bis in die 1970er-Jahre erfolgreich ausgebaut und die Gillardon-Zinstabellen entwickelten sich in Deutschland zu einem Standard bei der Zinsermittlung.

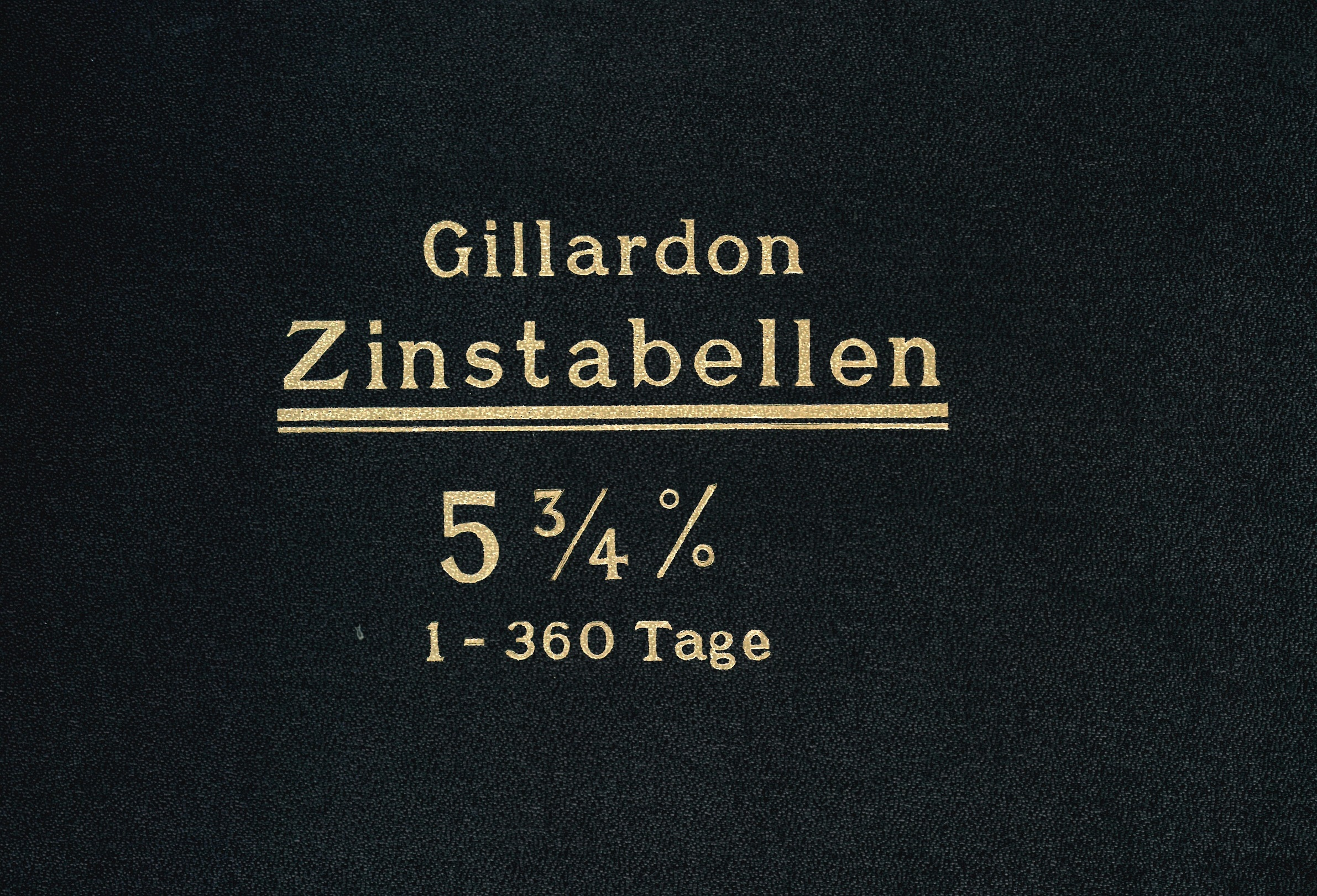
Gillardon Zinstabellen (Umschlag)

Bereits im Jahre 1978 erkannte Heinrich Gillardon, Enkel des Firmengründers, die Zeichen der Zeit und stieg mit der Entwicklung von Finanzprogrammen für Taschencomputer ins Software-Geschäft ein – Gillardon war der erste Anbieter von Effektivzins- und Renditeprogrammen auf programmierbaren Taschenrechnern.
Seit den 1980er-Jahren war Gillardon in Form zahlreicher finanzmathematische Veröffentlichungen maßgeblich beteiligt an der Diskussion und Entwicklung der Marktzins- und Barwertmethode sowie an Methoden zur Integration aller Risiken. Seit Anfang der 1990er-Jahre hat sich das Unternehmen zum Anbieter für Bankensoftware, finanzmathematische Seminaren und Produktconsulting weiterentwickelt. Bekanntestes Produkt ist dabei MARZIPAN, das als Klassiker unter den finanzmathematischen Rechenkernen gelten kann.
Ende 2003 übernahm die msg die Mehrheitsbeteiligung an der GILLARDON AG und fusionierte sie 2008 mit ihrem Geschäftsbereich Finanzdienstleistungen zur msgGillardon AG.
Nach Maßgabe des Verschmelzungsvertrages vom 7. Juni 2021 wurde die BSM BankingSysteme und Managementberatung GmbH (Amtsgericht Frankfurt am Main HRB 36240) rückwirkend zum 1. Januar 2021 mit der übernehmenden Rechtsträgerin, ehemals msgGillardon AG (Amtsgericht Mannheim HRB 240 802) verschmolzen. Am 6. März 2023 wurde die Firma offiziell in msg for banking ag umbenannt.

## Produkte und Geschäftsfelder
msg for banking entwickelt Produkte und Individuallösungen im Geschäftsfeld Banken und Finanzdienstleistungen. Die wesentlichen Schwerpunkte sind dabei Gesamtbanksteuerung, Risikomanagement, Aufsichtsrecht und Meldewesen, Payments sowie Produktberatung und -kalkulation. Seit 1980 bietet das Unternehmen zudem Seminare an, die sich an Fach- und Führungskräfte von Finanzinstituten richten und insbesondere finanzmathematische Themen beinhalten.
Zu den Kunden von msg for banking zählen die Sparkassen-Finanzgruppe, Privat- und Geschäftsbanken, Verbände, Rechenzentren sowie Finanzabteilungen von Unternehmen.